# 锐枝木蓼
锐枝木蓼（学名：Atraphaxis pungens）是一种蓼科植物。这种植物在中国，分布于内蒙古中西部，甘肃河西走廊，宁夏北部，新疆北部、东部，青海柴达木盆地，此外，蒙古、俄罗斯西伯利亚和印度有分布。